# Clementine Abel
Clementine Abel, geb. Hofmeister (* 15. Januar 1826 in Leipzig; † 30. November 1905 ebenda) war eine deutsche Schriftstellerin.

## Leben
Clementine Abel war mit dem Verlagsbuchhändler Ambrosius Abel verheiratet. Sie verfasste neben Gedichten und Erzählungen hauptsächlich Jugendschriften. Für verschiedene Zeitungen war sie zudem als Feuilletonistin tätig. Zahlreiche Veröffentlichungen erschienen unter dem Pseudonym „Clelie Betemann“. 

## Werke
- Meine Sonntage. Rückblicke und Erinnerungen. Abel, Leipzig 1882.
- An der Mutter Hand. Abel, Leipzig 1883.
- Sprüche, Strophen und Stimmungsbilder. Lyrisches und Didaktisches. Abel, Leipzig 1889.